# Listrodromus simplex
Listrodromus simplex là một loài tò vò trong họ Ichneumonidae.